# ميروسلاف سفوبودا
ميروسلاف سفوبودا (بالتشيكية: Miroslav Svoboda)‏ هو لاعب هوكي الجليد تشيكي، ولد في 7 مارس 1995 في فسيتين في التشيك.

## وصلات خارجية
- ميروسلاف سفوبودا على موقع دوري الهوكي الوطني (الإنجليزية)
- ميروسلاف سفوبودا على موقع EliteProspects.com (الإنجليزية)
- ميروسلاف سفوبودا على موقع Eurohockey.com (الإنجليزية)
- ميروسلاف سفوبودا على موقع HockeyDB.com (الإنجليزية)